# Территория опережающего развития
Территория опережающего социально-экономического развития в Российской Федерации (сокр. ТОР или ТОСЭР) — экономическая зона со льготными налоговыми условиями, упрощёнными административными процедурами и другими привилегиями в России, создаваемая для привлечения инвестиций, ускоренного развития экономики и улучшения жизни населения. Там должны быть созданы «условия ведения бизнеса, конкурентные с ключевыми деловыми центрами АТР».
Выделение внутри страны территорий с необходимой для старта производства инфраструктурой и льготами — широко распространенная международная практика привлечения крупных предприятий. Создание таких территорий внутри страны также называют «китайским путём».

## История
12 декабря 2013 года президент России в послании Федеральному собранию предложил создать на Дальнем Востоке и в Сибири сеть специальных территорий опережающего экономического развития с особыми условиями для организации несырьевого производства, ориентированного в том числе и на экспорт.
29 декабря 2014 года был принят ФЗ «О территориях опережающего социально-экономического развития в Российской Федерации» который ввел в правовое поле новый вид льготных территорий — ТОСЭР, в дополнение к уже существующим особым экономическим зонам, зонам территориального развития, «Сколково», ЗАТО и т. п.
Ввиду наличия особенностей различают ТОСЭР на создаваемые:
- на Дальнем Востоке;
- на территории моногородов;
- на территории ЗАТО.

## Льготы для резидентов
- Налог на добычу полезных ископаемых: 0 % в течение четырёх лет, с постепенным повышением до 100 %[2].
- Налог на прибыль: не более 5 % в течение первых пяти лет, не менее 10 % в течение следующих 5 лет[2].
- Налог на имущество, налог на землю: может быть предусмотрено освобождение[2].
- Социальные взносы: 7,6 % в течение 10 лет[2].
- Использование режима свободной таможенной территории[источник не указан 1560 дней].
- Льготный режим подключения к различным объектам инфраструктуры[источник не указан 1560 дней].
- Возможность привлечения в льготном и ускоренном порядке иностранного квалифицированного персонала[источник не указан 1560 дней].
- Использование санитарных и технических регламентов по примеру наиболее развитых государств ОЭСР[источник не указан 1560 дней].
- Особый порядок пользования землей[источник не указан 1560 дней].
- Льготные ставки по арендной плате[источник не указан 1560 дней].
- Особый порядок проведения государственного контроля и муниципального надзора[источник не указан 1560 дней].
- Предоставление особых государственных услуг[источник не указан 1560 дней].

Для создания ТОР были изменены Гражданский, Градостроительный, Трудовой, Земельный, Лесной кодексы Российской Федерации; а также федеральные законы о законодательных и исполнительных органах власти субъектов России, о местном самоуправлении, о приватизации, об обязательном страховании, об иностранцах, о лицензировании, об экологической экспертизе, о таможенных отчислениях и другие законодательные акты Российской Федерации.

## Создание ТОСЭР
На создание территорий опережающего развития зарезервировано 3 млрд рублей.

### Дальний Восток
На территории Дальнего Востока создано 17 ТОР:
1. ТОР «Амуро-Хинганская» на территории Еврейской автономной области, утвержденная постановлением Правительства Российской Федерации от 27.08.2016 № 847.1
2. ТОР "Горный воздух" на территории Сахалинской области, утвержденная постановлением Правительства Российской Федерации от 17.03.2016 № 200.
3. ТОР «Курилы» на территории Сахалинской области, утвержденная постановлением Правительства Российской Федерации от 23.08.2017 № 992.
4. ТОР «Южная» на территории Сахалинской области, утвержденная постановлением Правительства Российской Федерации от 17.03.2016 № 201..
5. ТОР «Южная Якутия» на территории Республики Саха (Якутия), утвержденная постановлением Правительства Российской Федерации от 28.12.2016 № 1524.
6. ТОР «Якутия» на территории Республики Саха (Якутия), утвержденная постановлением Правительства Российской Федерации от 21.08.2015 № 877.
7. ТОР "Амурская" на территории Амурской области, утвержденная постановлением Правительства Российской Федерации от 10.01.2023 № 3.
8. ТОР «Забайкалье» на территории Забайкальского края, утвержденная постановлением Правительства Российской Федерации от 31.07.2019 № 988.
9. ТОР «Краснокаменск» на территории Забайкальского края, утвержденная постановлением Правительства Российской Федерации от 09.09.2020 № 1374.
10. ТОР «Бурятия» на территории Республики Бурятия, утвержденная постановлением Правительства Российской Федерации от 24.07.2023 № 1203.
11. ТОР «Михайловский» на территории Приморского края, утвержденная постановлением Правительства Российской Федерации от 21.08.2015 № 878.
12. ТОР «Большой Камень» на территории Приморского края, утвержденная постановлением Правительства Российской Федерации от 28.01.2016 № 43.
13. ТОР «Приморье» на территории Приморского края, утвержденная постановлением Правительства Российской Федерации от 25.06.2015 № 629.
14. ТОР "Находка" на территории Приморского края, утвержденная постановлением Правительства Российской Федерации от 07.03.2017 № 272.
15. ТОР «Чукотка» на территории Чукотского автономного округа, утвержденная постановлением Правительства Российской Федерации от 10.01.2019 № 3.
16. ТОР "Камчатка" на территории Камчатского края, утвержденная постановлением Правительства Российской Федерации от 28.08.2015 № 899.
17. ТОР «Хабаровск» на территории Хабаровского края, утвержденная постановлением Правительства Российской Федерации от 28.06.2023 № 1045.

АО "Корпорация развития Дальнего Востока и Арктики" является единственным институтом поддержки инвесторов на Дальнем Востоке и в Арктики.
В Суйфыньхэ создаётся свободная экономическая зона (трансграничная ТОР), где будет беспошлинное перемещение товаров, свободное перемещение людей. Она будет включать 233 гектара с российской стороны и 180 га с китайской; проект оценивается в 1,5 млрд долларов.

#### Курильские острова
В 2016 году на Курильских островах началась реализации новой федеральной целевой программы с объёмом финансирования 68,9 млрд руб. Главным её итогом должно стать создание условий для устойчивого развития экономики Курильских островов. Это возможно осуществить только на базе комплексного использования природно-ресурсного потенциала с применением современных технологий.
Основная цель создания ТОР — «улучшить качество жизни людей и оказать максимальное содействие тем, кто переезжает на Курилы».
Проект ТОР «Курилы» предусматривает выполнение 22 проектов общей стоимостью 19,3 млрд руб., из которых 7 млрд руб. составят государственные вложения. В ТОР «Курилы» построят 12 заводов по воспроизводству 210 млн мальков рыбы лососевых пород. Гарантированный возврат составит около 40 тыс. тонн рыбы. В ТОР создадут марикультурный кластер, в который войдут предприятия по производству 100 тонн агар-агара, 200 тонн гребешка и 19 тонн трепанга в год.
В ТОР «Курилы» войдут проекты по строительству горно-перерабатывающих комбинатов на острове Уруп. Важным направлением развития экономики Курил станут и проекты в области туризма, например строительство двух туристических комплексов на базе бальнеологических источников на островах Итуруп и Кунашир. Проект ТОР позволит создать более 1 тыс. рабочих мест.

### Архангельская область
В Архангельской области 12 августа 2024 года на территории г. Архангельска была создана ТОР «Столица Севера».

### Калининградская область
В 2015 году премьер-министр РФ Дмитрий Медведев поручил внести изменения в законодательство по распространению льготного режима и на Калининградскую область. В разработанном Минэкономразвития законопроекте предполагается преобразовать существующую там Особую экономическую зону в Территорию опережающего развития.

### Моногорода
Первыми из моногородов получили статус ТОР Юрга и Анжеро-Судженск в Кемеровской области. Власти региона и городов намерены привлечь инвесторов тепличного комплекса, деревообрабатывающего завода, транспортно-логистического центра и бумажного комбината в Юрге, и производство стеклопластиковых труб, плазмы крови, резиновых и пластмассовых изделий, а также завод по переработке кварцитов и производству листового стекла в Анжеро-Судженске.
В 2015 году статус ТОР получил поселок Кангалассы (Якутия).
В 2016 году премьер-министр РФ Дмитрий Медведев подписал постановление о территории опережающего развития «Краснотурьинск» (в Свердловской области), в Тольятти (Самарской области). Также в 2016 году обсуждалось создание ТОР в Алтайском крае, в частности, в городах Алейске, Заринске и Новоалтайске, а также в шахтёрском городе Гуково (Ростовская область). Статус ТОР получил поселок Надвоицы (Карелия).
В 2017 году статус ТОР как моногород получил Димитровград (Ульяновская область) и ЗАТО Саров (Нижегородская область). В сентябре 2017 статус ТОСЭР получил город Сарапул (Удмуртская республика). В декабре 2017 статус территории социально-экономического развития получил моногород Невинномысск (Ставропольский край). Этот статус может получить Новокузнецк.
В 2019 году город Галич стал первым из двух моногородов Костромской области, получившим статус ТОРа.
В феврале 2019 года президент России Владимир Владимирович Путин подписал указ о присвоении статуса ТОСЭР городу Костомукша (Республика Карелия), Чапаевску (Самарская область).

### Смоленская область
6 марта 2017 года премьер-министр РФ Дмитрий Медведев подписал постановление о территории опережающего развития «Дорогобуж».

### Ярославская область
28 сентября 2017 года премьер-министр РФ Дмитрий Медведев подписал постановление о территории опережающего развития «Тутаев».

### Белгородская область
16 марта 2018 года премьер-министр РФ Дмитрий Медведев подписал постановление о территории опережающего развития «Губкин».

### Самарская область
В 2016 году статус ТОР получил Тольятти.
В 2019 году статус ТОР получил Чапаевск.

### Ивановская область
17 февраля 2018 года премьер-министр РФ Дмитрий Медведев подписал постановление о территории опережающего развития «Наволоки».
14 декабря 2018 года премьер-министр РФ Дмитрий Медведев подписал постановление о территории опережающего развития «Южа».

### Республика Башкортостан
В Республике Башкортостан статус ТОСЭР имеют шесть муниципальных образований: Белебеевский район, город Кумертау, город Нефтекамск, Белорецкий район, Учалинский район, Благовещенский район.

### Республика Татарстан
В Татарстане статус ТОСЭР имеют пять моногородов: Набережные Челны, Нижнекамск, Зеленодольск, Чистополь и Менделеевск. Программа направлена на малый и средний бизнес. Резиденты имеют ряд льгот, например, базово налог на прибыль снижен с 7 до 5 %, но в некоторых зонах даже он понижен ещё вдвое — до 2,5 %. Резиденты должны создать за первый год от 20 рабочих мест и привлечь минимум 5 млн рублей, сумма инвестиций за 10 лет должна составить не менее 50 млн рублей, если иное не оговорено иными распоряжениями. Первый ТОСЭР «Набережные Челны» был организован в январе 2016 года, самый молодой — «Менделеевск» — получил статус в феврале 2019-го.

### Мурманская область
В Мурманской области в мае 2020 года создана ТОР «Столица Арктики» — первая ТОР в ведении Минвостокразвития, расположенная не на Дальнем Востоке.

### Челябинская область
12 апреля 2019 года статус ТОСЭР получил город Миасс в Челябинской области.

## Реакция и критика
Закон подвергся жесткой критике со стороны национально-патриотических политиков за упрощение доступа граждан КНР к аренде земель, природным ресурсам и льготной экономической деятельности в ТОР. Против участия японского, южнокорейского и любого прочего бизнеса такие активные возражения не выдвигались — из-за радикального отличия соотношения демографической ситуации, и несравненно меньшего военного и экономического потенциала этих стран по сравнению с КНР, что создаёт меньший риск потери территории.
По мнению Бориса Миронова, принятие 29 декабря 2014 г. закона «О территориях опережающего социально-экономического развития в Российской Федерации» N 473-ФЗ может значительно повлиять на ситуацию на Дальнем Востоке. Это связано с тем, что принятие закона сопровождалось внесением изменений в Гражданский, Градостроительный, Трудовой, Земельный и Лесной кодексы. В совокупности эти изменения открывают широкие перспективы для ведения хозяйственной деятельности в России для иностранных компаний, использующих иностранную рабочую силу. А наиболее вероятным местом проявления такой активности являются слабозаселённые территории Дальнего востока, граничащие с КНР.
Так, статья 28 позволяет уполномоченному федеральному органу проводить принудительное изъятие земельных участков и расположенного на них недвижимого имущества по ходатайству иностранной компании. При этом иностранная компания выступает заказчиком оценки сумм компенсации за отчуждаемую землю и имущество.
Статья 18 закона 473-ФЗ обязывает работодателя соблюдать Трудовой кодекс России. Однако в последний было внесено изменение.

1. получение разрешений на привлечение и использование иностранных работников не требуется;
2. разрешение на работу иностранному гражданину, привлекаемому для осуществления трудовой деятельности резидентом территории опережающего социально-экономического развития, выдается без учёта квот на выдачу иностранным гражданам приглашений на въезд в Российскую Федерацию в целях осуществления трудовой деятельности…

В январе 2016 года предприниматель Олег Тиньков раскритиковал федеральных и региональных чиновников Камчатского края за сложности с выделением земли и инфраструктурой для планируемой им гостиницы: «…разговоры эти про территории опережающего развития, про Дальний Восток, про гектары бесплатно — болтовня».
Освоение китайскими предпринимателями территорий Забайкальского края вызвало беспокойство и протесты местных жителей. Негативное отношение вызвало и загрязнение токсичными ядохимикатами участка в Иркутской области китайскими предпринимателями, повлекшее уничтожение плодородного слоя почвы. По мнению, озвученному Н. Михалковым, проникание большого числа иностранных граждан на территорию России может оказать серьёзную помощь оккупации территорий России со стороны КНР.
Уничтожение лесов лишает местных жителей, удэгейцев, единственного источника их существования.
Отмечается ряд проблем, относящийся к экологии и полномочиям надзорных органов в этой области.

## Перечень действующих ТОСЭР
| №  | ТОСЭР на Дальнем Востоке           | Регион                                                       | Дата создания | Ист. |
| -- | ---------------------------------- | ------------------------------------------------------------ | ------------- | ---- |
| 1  | Хабаровск                          | Хабаровский край                                             | 25.06.2015    |      |
| 2  | Комсомольск                        | Хабаровский край                                             | 25.06.2015    |      |
| 3  | Надеждинская                       | Приморский край                                              | 25.06.2015    |      |
| 4  | Чукотка (ранее ТОР «Беринговский») | Чукотский автономный округ                                   | 21.08.2015    |      |
| 5  | Михайловский                       | Приморский край                                              | 21.08.2015    |      |
| 6  | Индустриальный парк «Кангалассы»   | Республика Саха (Якутия)                                     | 21.08.2015    |      |
| 7  | Белогорск                          | Амурская область                                             | 21.08.2015    |      |
| 8  | Приамурская                        | Амурская область                                             | 21.08.2015    |      |
| 9  | Камчатка                           | Камчатский край                                              | 28.08.2015    |      |
| 10 | Большой Камень                     | Приморский край                                              | 28.01.2016    |      |
| 11 | Южная Якутия                       | Республика Саха (Якутия)                                     | 28.12.2016    |      |
| 12 | Южная                              | Сахалинская область                                          | 17.03.2016    |      |
| 13 | Горный Воздух                      | Сахалинская область                                          | 17.03.2016    |      |
| 14 | Амуро-Хинганская                   | Еврейская автономная область                                 | 27.08.2016    |      |
| 15 | Нефтехимический                    | Приморский край                                              | 07.03.2017    |      |
| 16 | Николаевск                         | Хабаровский край                                             | 19.04.2017    |      |
| 17 | Свободный                          | Амурская область                                             | 03.06.2017    |      |
| 18 | Курилы                             | Сахалинская область                                          | 23.08.2017    |      |
| 19 | Бурятия                            | Республика Бурятия                                           | 14.06.2019    |      |
| 20 | Забайкалье                         | Забайкальский край (22 сельских района, г. Чита и п. Агинск) | 31.07.2019    |      |

| № | ТОСЭР — Свободный порт     | Регион                                             | Дата создания | Ист. |
| - | -------------------------- | -------------------------------------------------- | ------------- | ---- |
| 1 | Свободный порт Владивосток | Включает 5 регионов (22 муниципальных образований) | 12.10.2015    |      |

| №  | ТОСЭР в моногородах | Регион                  | Дата создания | Ист. |
| -- | ------------------- | ----------------------- | ------------- | ---- |
| 1  | Набережные Челны    | Республика Татарстан    | 28.01.2016    |      |
| 2  | Гуково              | Ростовская область      | 28.01.2016    |      |
| 3  | Усолье-Сибирское    | Иркутская область       | 26.02.2016    |      |
| 4  | Юрга                | Кемеровская область     | 07.07.2016    |      |
| 5  | Краснокаменск       | Забайкальский край      | 16.07.2016    |      |
| 6  | Надвоицы            | Республика Карелия      | 19.09.2016    |      |
| 7  | Анжеро-Судженск     | Кемеровская область     | 19.09.2016    |      |
| 8  | Краснотурьинск      | Свердловская область    | 19.09.2016    |      |
| 9  | Тольятти            | Самарская область       | 28.09.2016    |      |
| 10 | Белебей             | Республика Башкортостан | 29.12.2016    |      |
| 11 | Кумертау            | Республика Башкортостан | 29.12.2016    |      |
| 12 | Емва                | Республика Коми         | 06.03.2017    |      |
| 13 | Кировск             | Мурманская область      | 06.03.2017    |      |
| 14 | Дорогобуж           | Смоленская область      | 06.03.2017    |      |
| 15 | Бакал               | Челябинская область     | 06.03.2017    |      |
| 16 | Каспийск            | Республика Дагестан     | 23.03.2017    |      |
| 17 | Чусовой             | Пермский край           | 23.03.2017    |      |
| 18 | Димитровград        | Ульяновская область     | 19.07.2017    |      |
| 19 | Абаза               | Республика Хакасия      | 24.07.2017    |      |
| 20 | Новотроицк          | Оренбургская область    | 24.07.2017    |      |
| 21 | Селенгинск          | Республика Бурятия      | 29.07.2017    |      |
| 22 | Череповец           | Вологодская область     | 07.08.2017    |      |
| 23 | Петровск            | Саратовская область     | 27.09.2017    |      |
| 24 | Рузаевка            | Республика Мордовия     | 27.09.2017    |      |
| 25 | Тутаев              | Ярославская область     | 28.09.2017    |      |
| 26 | Сарапул             | Удмуртская Республика   | 29.09.2017    |      |
| 27 | Вятские Поляны      | Кировская область       | 12.10.2017    |      |
| 28 | Лесной              | Рязанская область       | 13.11.2017    |      |
| 29 | Верхний Уфалей      | Челябинская область     | 13.11.2017    |      |
| 30 | Сосенский           | Калужская область       | 13.11.2017    |      |
| 31 | Зеленодольск        | Республика Татарстан    | 22.12.2017    |      |
| 32 | Нижнекамск          | Республика Татарстан    | 22.12.2017    |      |
| 33 | Чистополь           | Республика Татарстан    | 22.12.2017    |      |
| 34 | Кондопога           | Республика Карелия      | 22.12.2017    |      |
| 35 | Котовск             | Тамбовская область      | 22.12.2017    |      |
| 36 | Невинномысск        | Ставропольский край     | 22.12.2017    |      |
| 37 | Наволоки            | Ивановская область      | 17.02.2018    |      |
| 38 | Павловск            | Воронежская область     | 16.03.2018    |      |
| 39 | Канаш               | Чувашская Республика    | 16.03.2018    |      |
| 40 | Гаврилов-Ям         | Ярославская область     | 16.03.2018    |      |
| 41 | Зверево             | Ростовская область      | 16.03.2018    |      |
| 42 | Варгаши             | Курганская область      | 16.03.2018    |      |
| 43 | Донецк              | Ростовская область      | 16.03.2018    |      |
| 44 | Новоалтайск         | Алтайский край          | 16.03.2018    |      |
| 45 | Саянск              | Иркутская область       | 16.03.2018    |      |
| 46 | Новокузнецк         | Кемеровская область     | 16.03.2018    |      |
| 47 | Заринск             | Алтайский край          | 16.03.2018    |      |
| 48 | Губкин              | Белгородская область    | 16.03.2018    |      |
| 49 | Линево              | Новосибирская область   | 16.03.2018    |      |
| 50 | Далматово           | Курганская область      | 16.03.2018    |      |
| 51 | Ефремов             | Тульская область        | 16.03.2018    |      |
| 52 | Сердобск            | Пензенская область      | 16.03.2018    |      |
| 53 | Онега               | Архангельская область   | 16.03.2018    |      |
| 54 | Черемхово           | Иркутская область       | 16.03.2018    |      |
| 55 | Пикалево            | Ленинградская область   | 16.03.2018    |      |
| 56 | Угловка             | Новгородская область    | 16.03.2018    |      |
| 57 | Ростов              | Ярославская область     | 30.06.2018    |      |
| 58 | Камешково           | Владимирская область    | 06.09.2018    |      |
| 59 | Прокопьевск         | Кемеровская область     | 05.12.2018    |      |
| 60 | Южа                 | Ивановская область      | 14.12.2018    |      |
| 61 | Дагестанские огни   | Республика Дагестан     | 15.12.2018    |      |
| 62 | Галич               | Костромская область     | 25.01.2018    |      |
| 63 | Менделеевск         | Республика Татарстан    | 12.02.2019    |      |
| 64 | Ясный               | Оренбургская область    | 12.02.2019    |      |
| 65 | Катайск             | Курганская область      | 12.02.2019    |      |
| 66 | Нефтекамск          | Республика Башкортостан | 12.02.2019    |      |
| 67 | Белорецк            | Республика Башкортостан | 12.02.2019    |      |
| 68 | Костомукша          | Республика Карелия      | 12.02.2019    |      |
| 69 | Благовещенск        | Республика Башкортостан | 12.02.2019    |      |
| 70 | Чапаевск            | Самарская область       | 12.02.2019    |      |
| 71 | Глазов              | Республика Удмуртия     | 12.02.2019    |      |
| 72 | Решетиха            | Нижегородская область   | 12.02.2019    |      |
| 73 | Володарск           | Нижегородская область   | 12.02.2019    |      |
| 74 | Нытва               | Пермский край           | 30.03.2019    |      |
| 75 | Белая Холуница      | Кировская область       | 12.04.2019    |      |
| 76 | Боровичи            | Новгородская область    | 12.04.2019    |      |
| 77 | Алексин             | Тульская область        | 12.04.2019    |      |
| 78 | Горный              | Новосибирская область   | 12.04.2019    |      |
| 79 | Михайловка          | Волгоградская область   | 12.04.2019    |      |
| 80 | Миасс               | Челябинская область     | 12.04.2019    |      |
| 81 | Мценск              | Орловская область       | 12.04.2019    |      |
| 82 | Тулун               | Иркутская область       | 16.12.2019    |      |

| № | ТОСЭР — ЗАТО | Регион                | Дата создания | Ист. |
| - | ------------ | --------------------- | ------------- | ---- |
| 1 | Саров        | Нижегородская область | 20.04.2017    |      |
| 2 | Железногорск | Красноярский край     | 06.02.2018    |      |
| 3 | Озёрск       | Челябинская область   | 06.02.2018    |      |
| 4 | Снежинск     | Челябинская область   | 06.02.2018    |      |
| 5 | Заречный     | Пензенская область    | 05.07.2018    |      |
| 6 | Новоуральск  | Свердловская область  | 12.02.2019    |      |
| 7 | Северск      | Томская область       | 12.02.2019    |      |
| 8 | Лесной       | Свердловская область  | 12.02.2019    |      |